# M. F. Husain
  M. F. Husain  (anglès: Maqbool Fida Husain)  (Pandharpur, 17 de setembre de 1915 - Londres, 9 de juny de 2011), nascut Maqbool Fida Husain, va ser un pintor indi. També va ser cineasta, director, productor i guionista de cinema, de vegades.
Segons la revista Forbes, és el Picasso de l'Índia. Després d'una llarga carrera, la seva obra va ser polèmica l'any 1996, quan tenia 81 anys, arran d'una publicació sobre pintures de déus hindús nus, que va produir als anys setanta.

## Biografia
Husain prové d'una família musulmana índia. La seva mare va morir quan ell tenia un any i mig. El seu pare es va tornar a casar i es van traslladar a Indore. El 1935 va marxar a Bombai i va ingressar a la Sir J. J. School of Art. Al principi va pintar platós de pel·lícules. La seva notorietat va créixer als anys quaranta. El 1947 es va unir al Bombay Progressive Artists' Group fundat per Francis Newton Souza, un grup de joves artistes amb ganes de trencar amb l'escola bengalí i fomentar l'avantguarda a escala internacional. L'any 1952 va fer la seva primera exposició individual a Zúric. El 1966 va rebre el premi Padma Shree i el premi Padma Bhushan. L'any següent, va dirigir la pel·lícula Through the Eyes of a Painter que rep l'Ós de Berlín. Husain esdevé un dels pintors més citats de l'Índia. Algunes de les seves pintures van arribar als 2 milions de dòlars EUA a Christie's. El Parlament indi el va nomenar al Rajya Sabha, la Cambra Alta del Parlament.
També va produir i dirigir pel·lícules, com Gaja Gamini amb la seva musa Madhuri Dixit i Meenaxi: A Tale of Three Cities amb Taboo. La seva autobiografia es va adaptar a una pel·lícula titulada The Making of the Painter, protagonitzada per Shreyas Talpade en el paper de Husain.

## Controvèrsies
A la dècada de 1990, algunes de les obres de Husain van provocar controvèrsia, representant divinitats hindús nues  Arxivat 2009-04-26 a Wayback Machine. Els quadres ofensius es van produir als anys 70, però no van cridar l'atenció fins al 1996, quan van ser reproduïts en una revista mensual hindú Vichar Mimansa. Això va donar lloc a 8 denúncies presentades contra Husain. El 2004, el Tribunal Superior de Delhi va desestimar els càrrecs de "donar suport a les enemistats entre diferents comunitats. Retratant deesses (Durga i Sarasvatí) d'una manera que ofengués la sensibilitat dels hindús". L'art indi en el passat preislàmic representava divinitats hindús i jainistes nues.
L'octubre de 1996, un grup d'activistes de Bajrang Dal va irrompre a la galeria Herwitz d'Ahmedabad, l'edifici Husain-Doshi Gufa construït per Balkrisna Doshi i va destruir 23 tapissos i 28 quadres de Husain. La polèmica va créixer fins al punt que l'any 1998, la casa de Husain va ser atacada pel Bajrang Dal i les obres van ser destruïdes. Els líders de Shiv Sena van reivindicar la responsabilitat de l'atac.
El febrer de 2006, Husain va ser de nou arrestat i acusat de "ferir els sentiments de la gent" a causa dels seus retrats de deesses nues
Es van presentar una sèrie de denúncies contra ell i, després de negar-se a presentar-se al jutjat, es va emetre una ordre de detenció. També va ser amenaçat de mort en diverses ocasions. L'artista va abandonar el país dient que "les coses s'han complicat tan legalment que m'han aconsellat marxar del país".
M.F. Husain mor a Londres el 9 de juny de 2011 als 95 anys. El Tribunal Suprem havia suspès recentment la seva ordre de detenció contra ell.

### Retrat de l'Índia nua
El 6 de febrer de 2006, la revista India Today, publica un anunci per a "Art For Mission Kashmir". Això representa, entre altres coses, Bharat Mata (Mare Índia, Índia disfressada de deessa) nua amb els noms dels Estats de l'Índia al cos.

### Controvèrsia sobreMeenaxi: A Tale of Three Cities
Informació de la pel·lícula Meenaxi: A Tale of Three Cities  va ser retirat dels cinemes després que les organitzacions musulmanes protestessin contra una de les cançons de la pel·lícula. El consell ulema de l'Índia va protestar contra la cançó de Qawwali 'Noor-un-Ala-Noor'. La cançó conté paraules de l'Alcorà i, per tant, seria una blasfèmia.

### Suports i ressenyes
La comunitat artística li va donar suport. Krishan Khanna, Syed Mirza, activista Nafisa Ali, M. K. Raina van protestar per la campanya contra ell. Altres van ser més crítics com Satish Gujral o Chandan Mitra. L'estat comunista de Kerala li va concedir el premi Ravi Varma pel seu treball.

## Col·leccions públiques
- Arlon, Museu Gaspar, Col·leccions de l'Institut Archéologique de Luxemburg: Sunderi, litografia, 49 × 38.[19]

## La seva valoració
El seu quadre La Batalla de Ganga i Jamuna va arribar el març de 2007 a la suma d'1,6 milions de dòlars.